# Biserica Sfântul Mare Mucenic Gheorghe din Oțelu Roșu
Biserica Sfântul Mare Mucenic Gheorghe este un ansamblu de monumente istorice aflat pe teritoriul orașului Oțelu Roșu. Ansamblul are codul CS-II-a-B-11181 și este format din următoarele componente:
- Biserica „Sf. Gheorghe”  (cod LMI CS-II-m-B-11181.01)
- Troița Eroilor (1914-1918) (cod LMI CS-IV-m-B-11181.02)

## Localitatea
Oțelu Roșu (1924: Ferdinandsberg) este un oraș în județul Caraș-Severin, Banat, România. Prima mențiune documentară este din anul 1807.

## Istoric și trăsături
Biserica parohiei Ohaba-Bistra a fost construită în 1840, iar lucrări majore de reparații au avut loc în anii 1944 și 1996. În anul 2020 consiliul parohial a făcut demersurile pentru începerea lucrărilor de renovare exterioară și interioară a lăcașului de cult, lucrări care vor continua și pe parcursul anului următor.

## Imagini

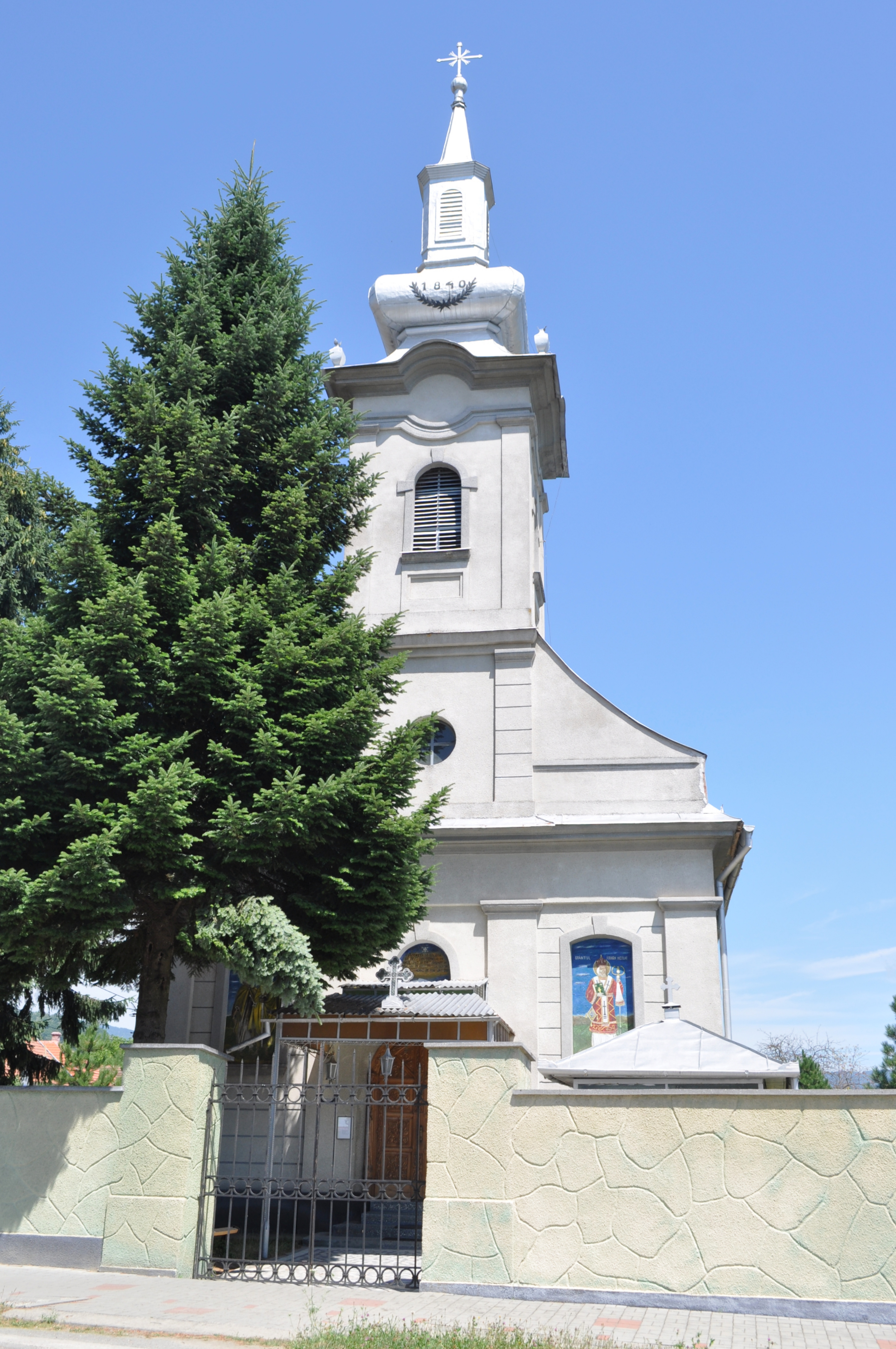
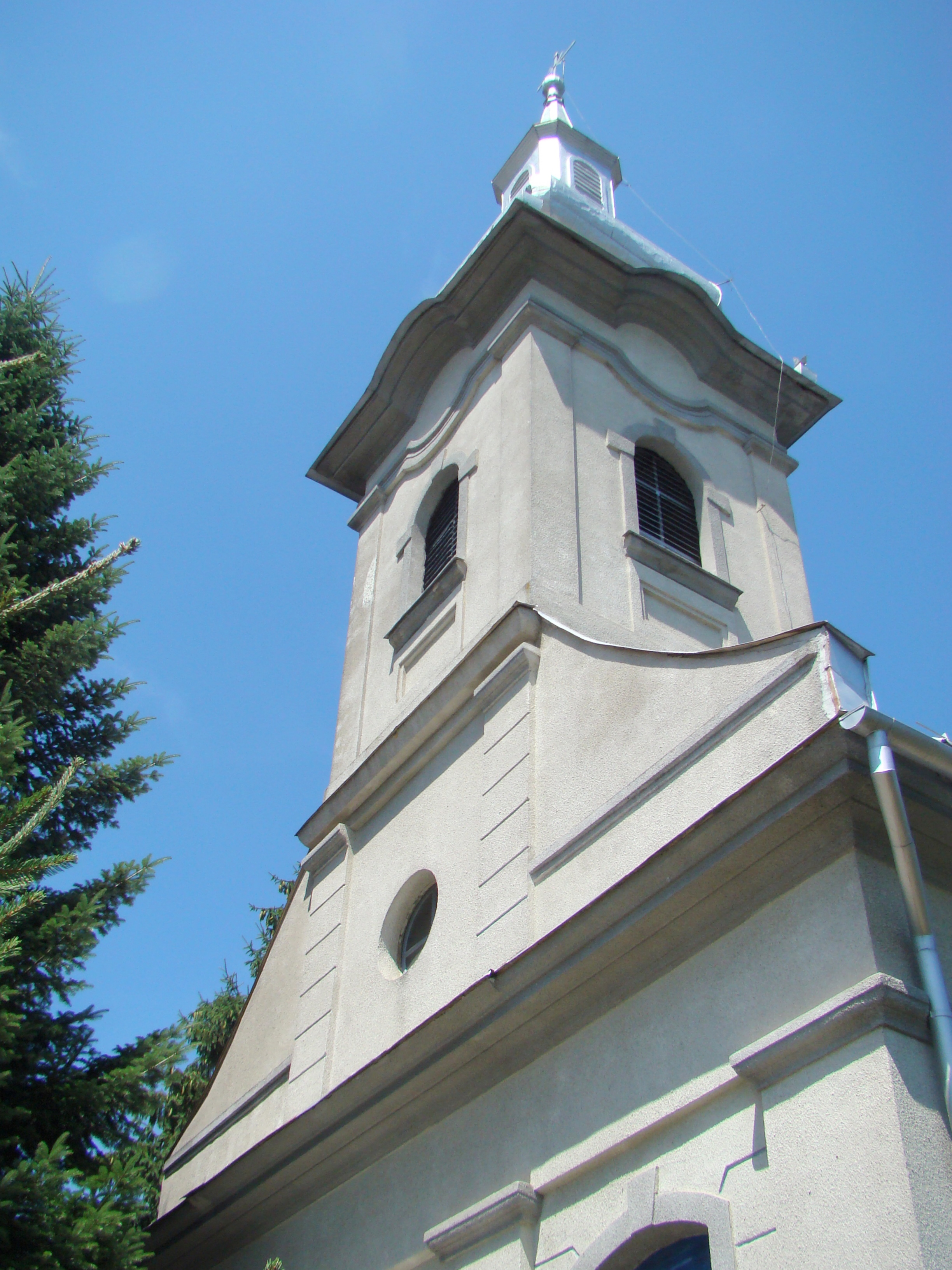
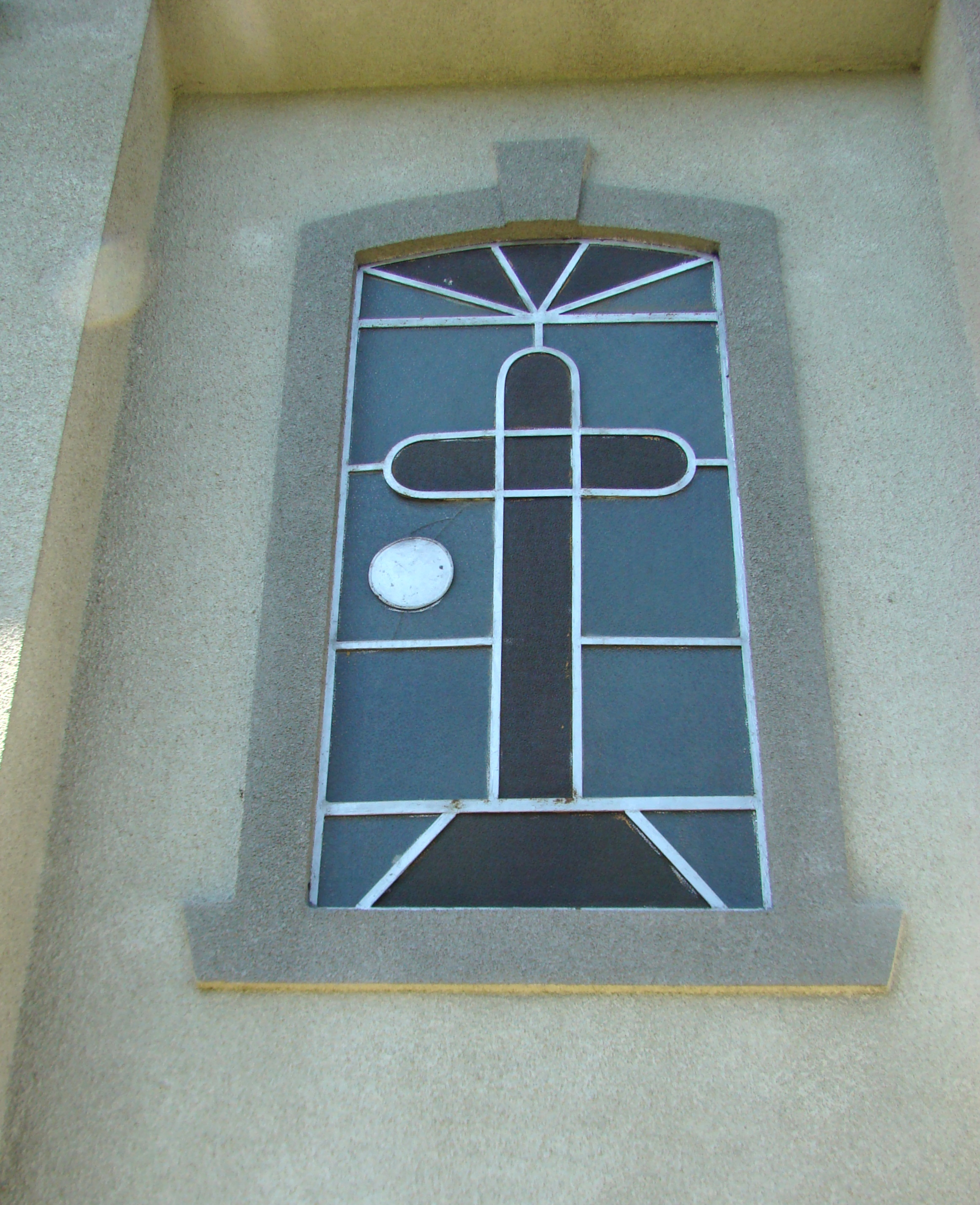
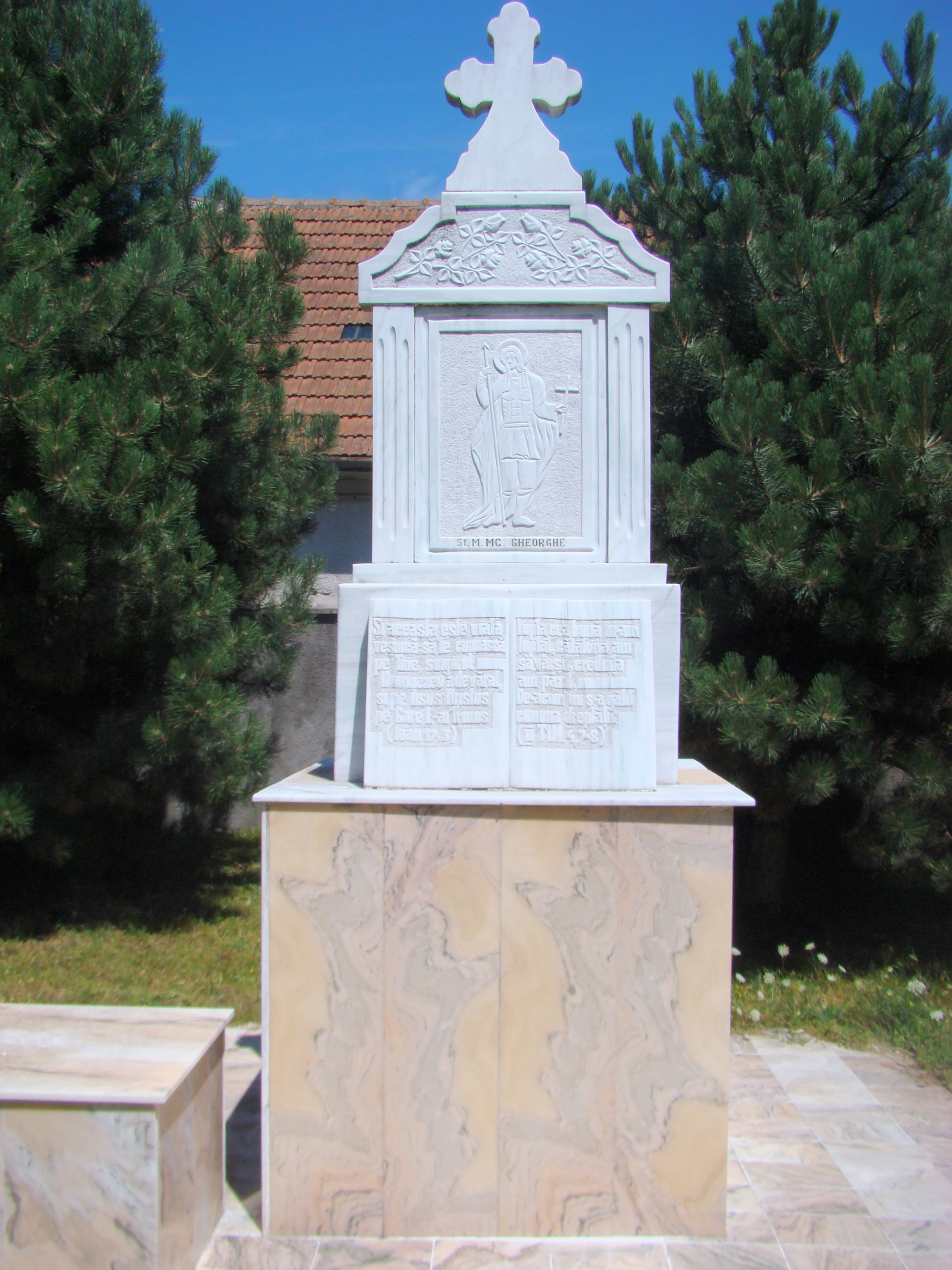
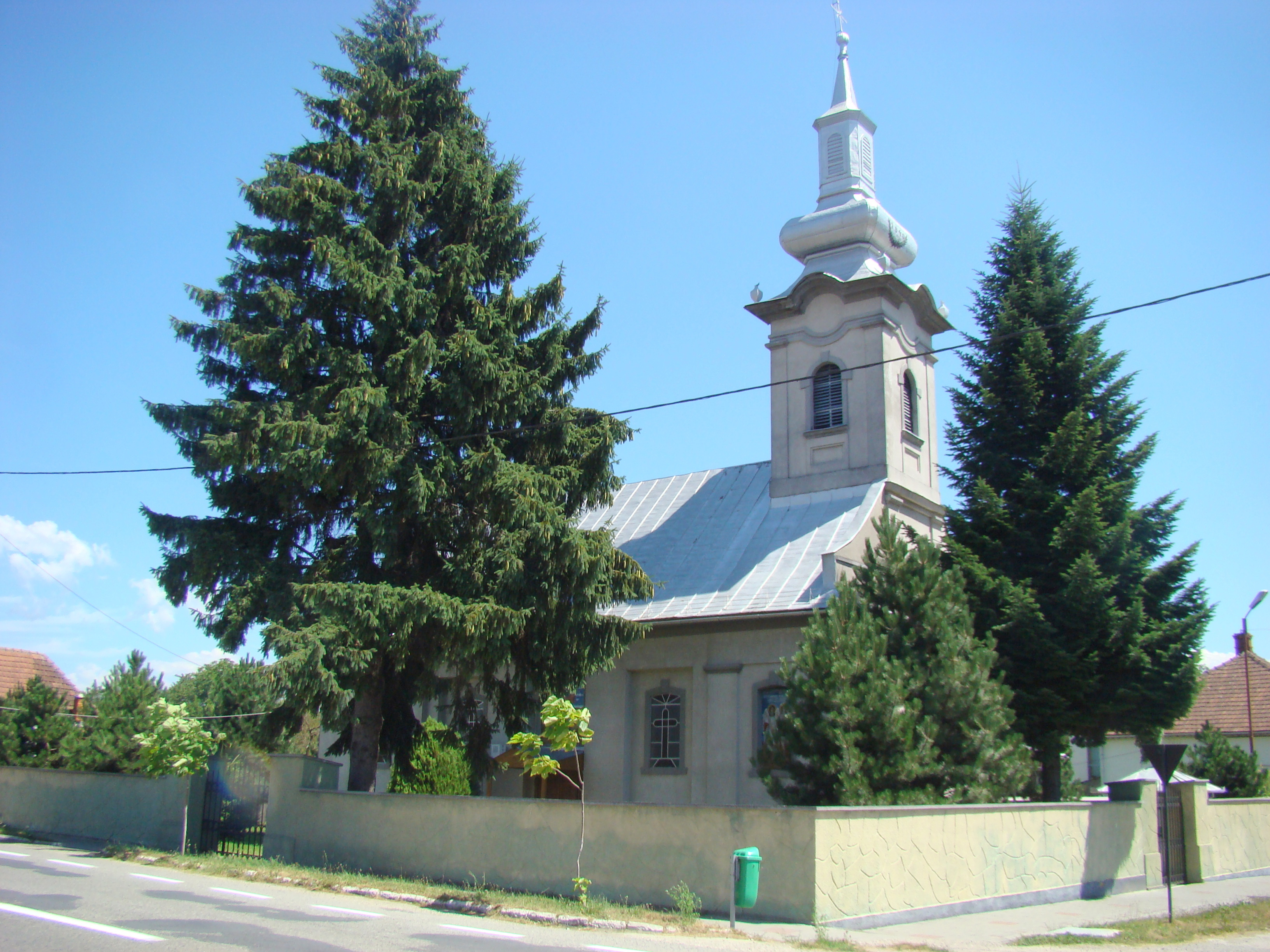
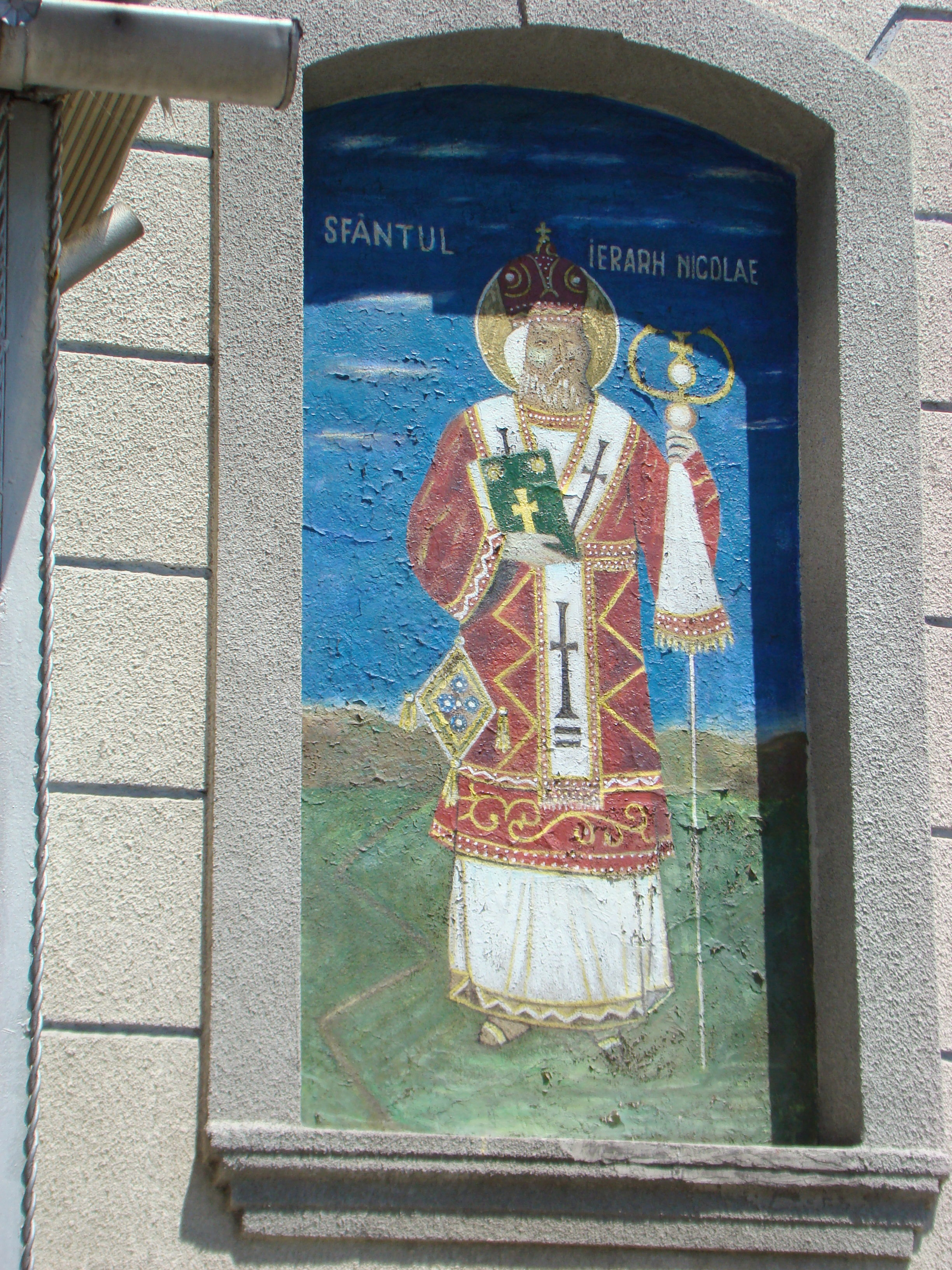
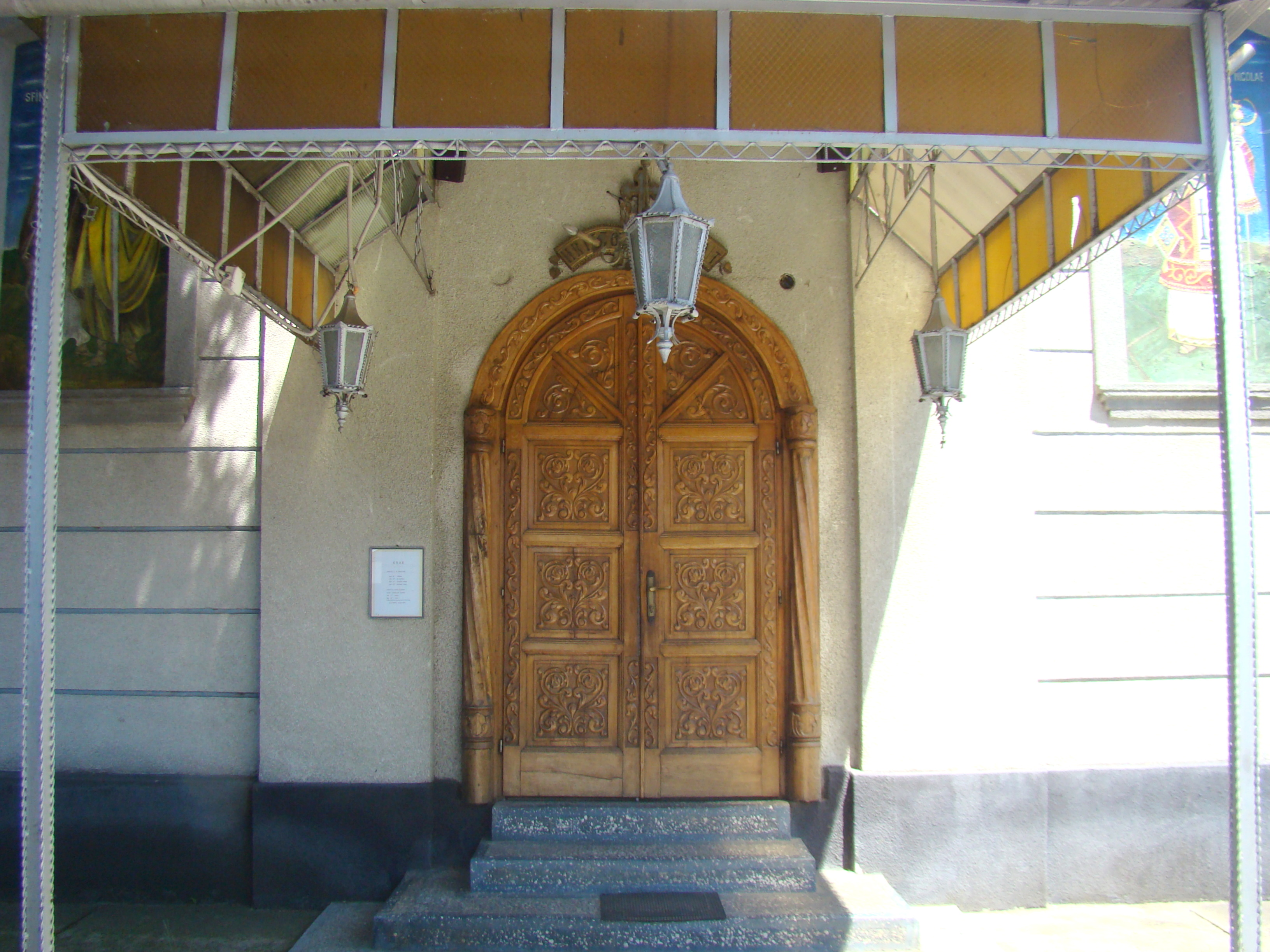
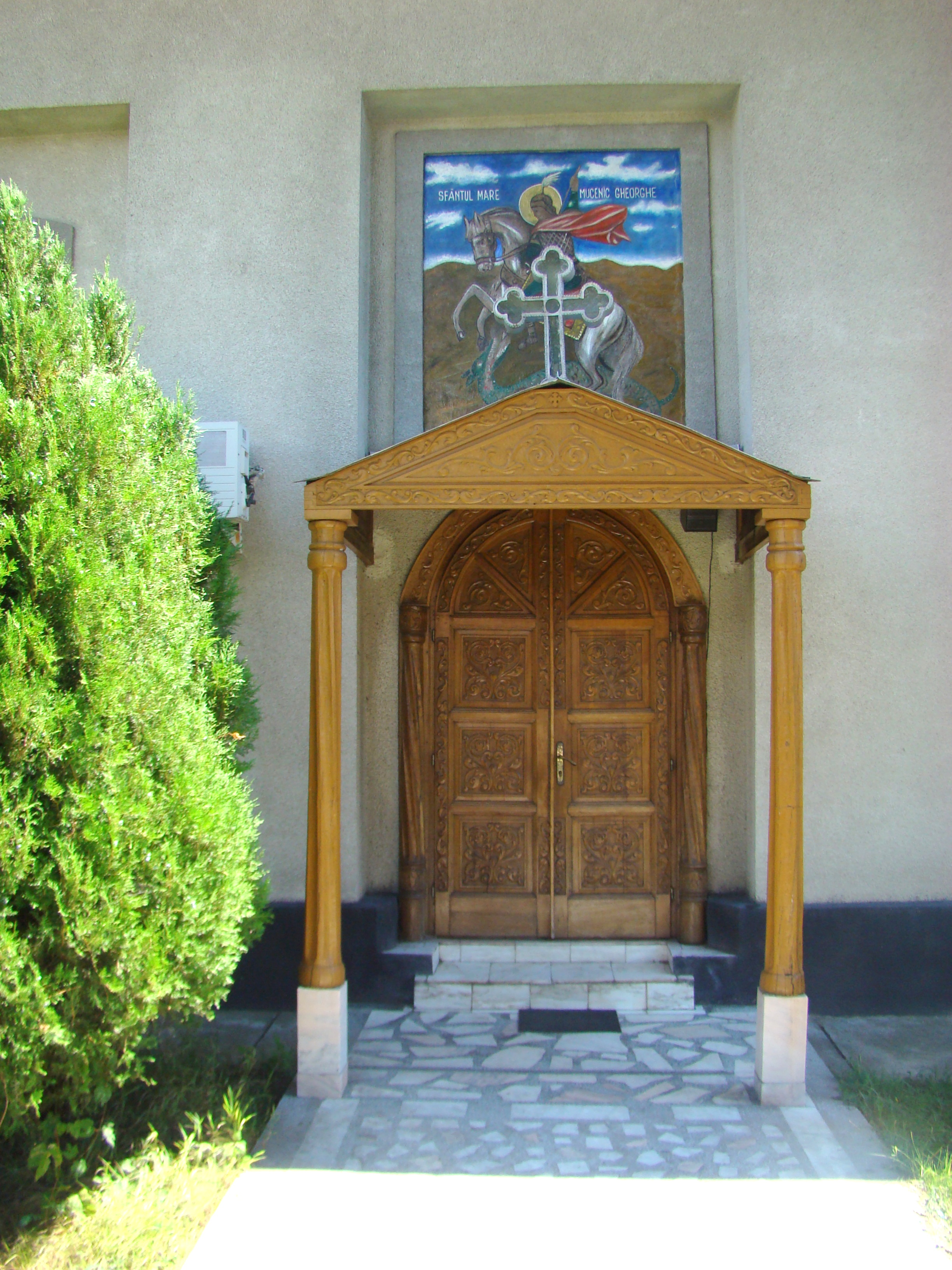
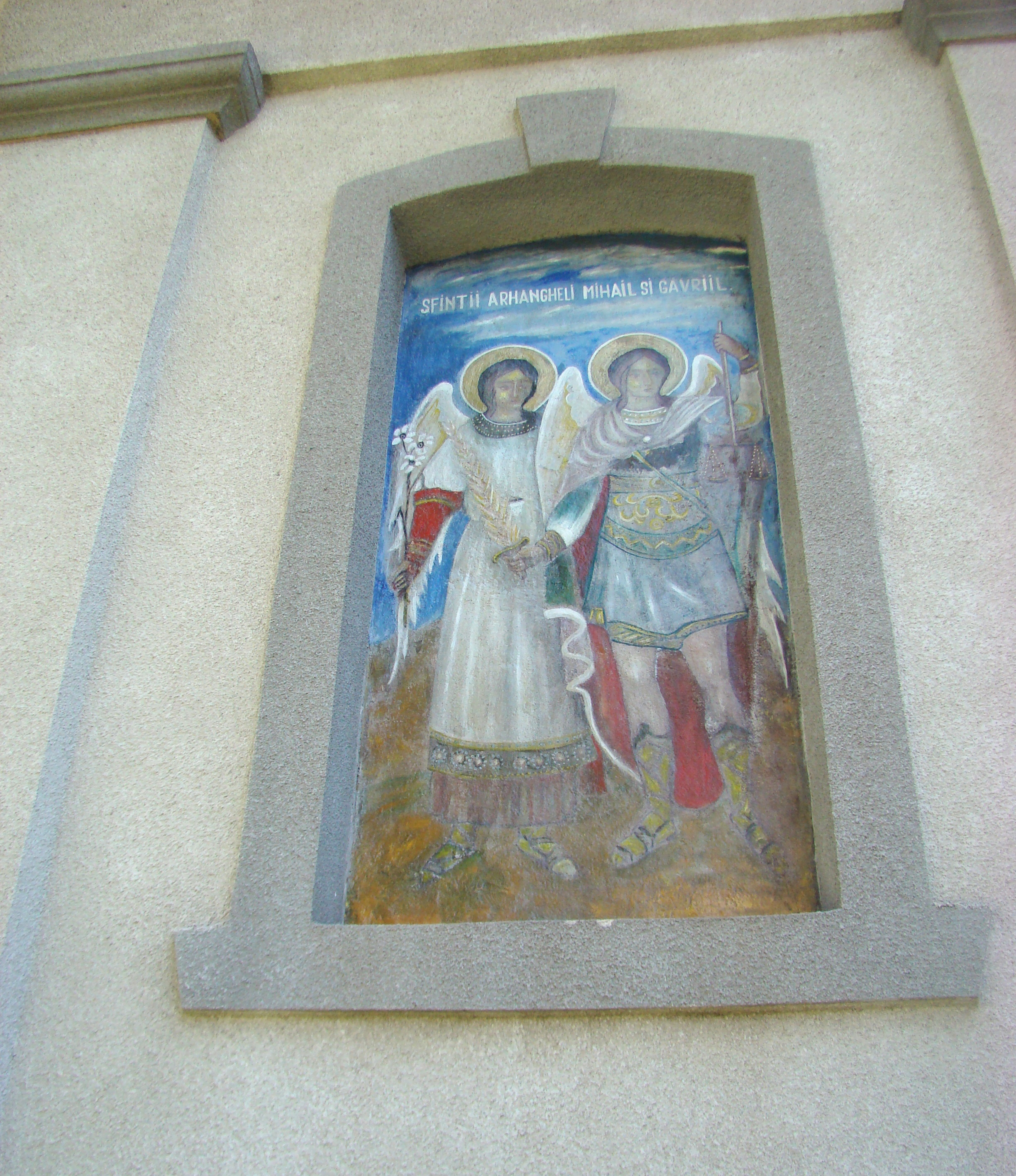
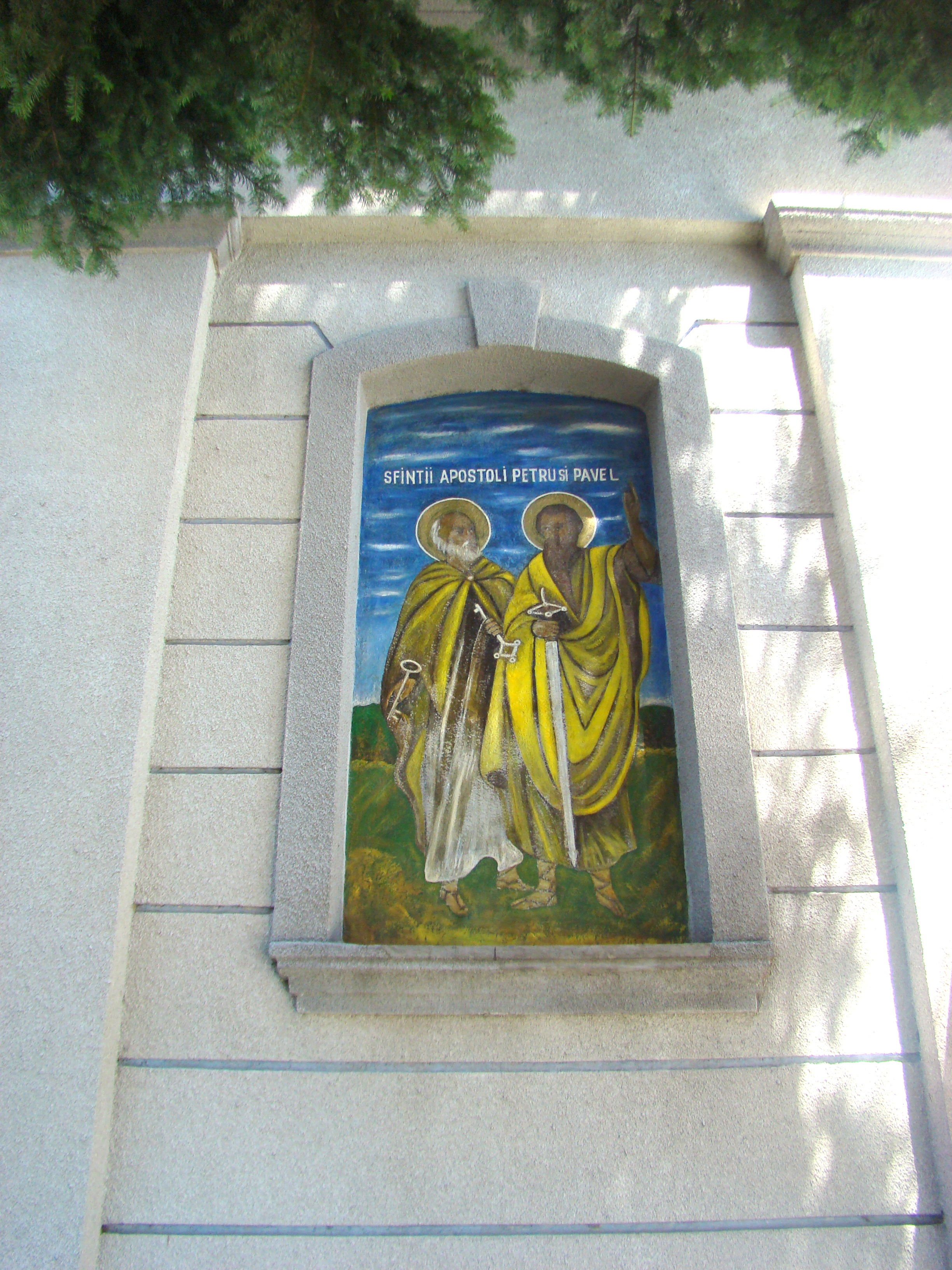
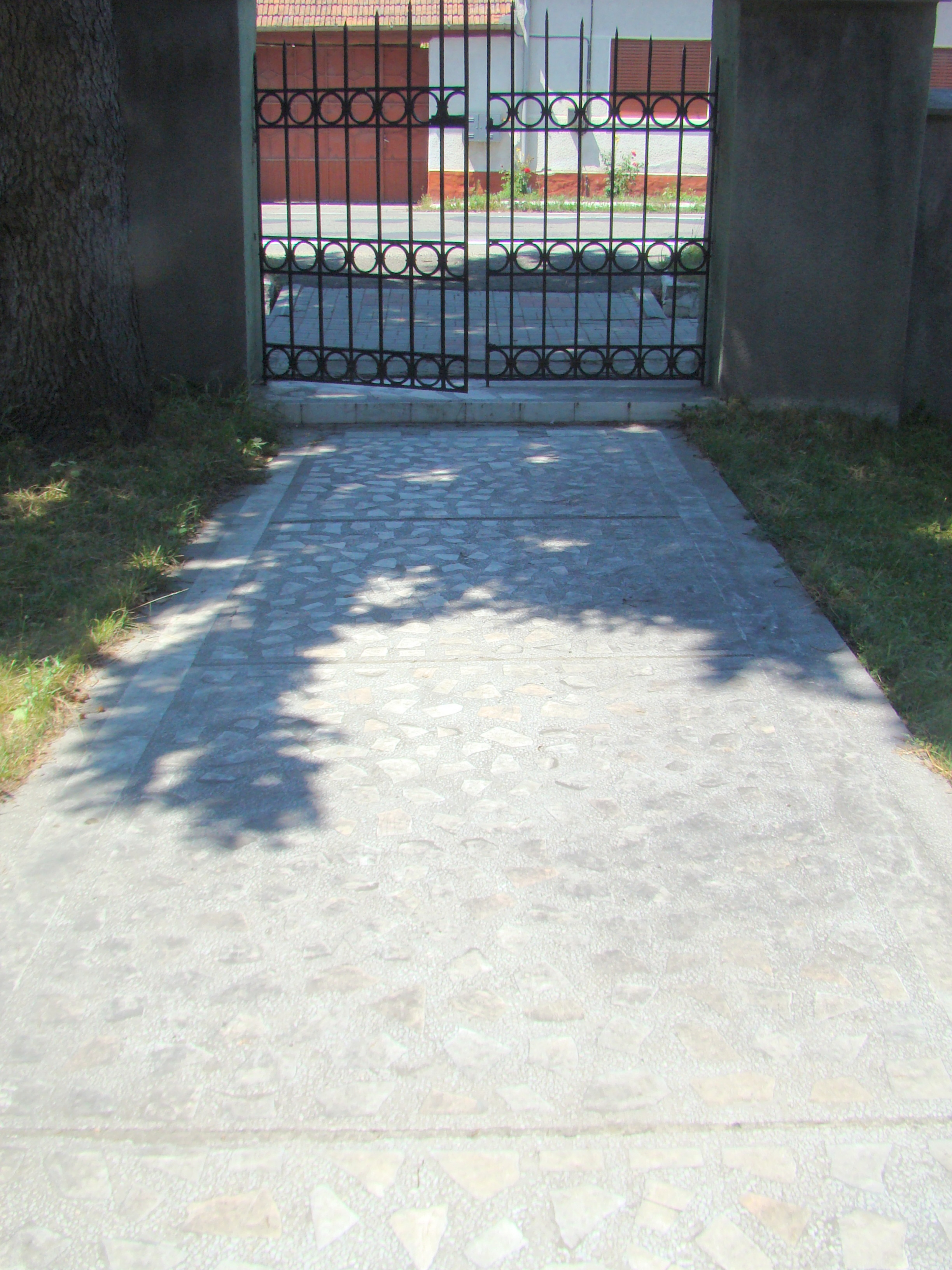
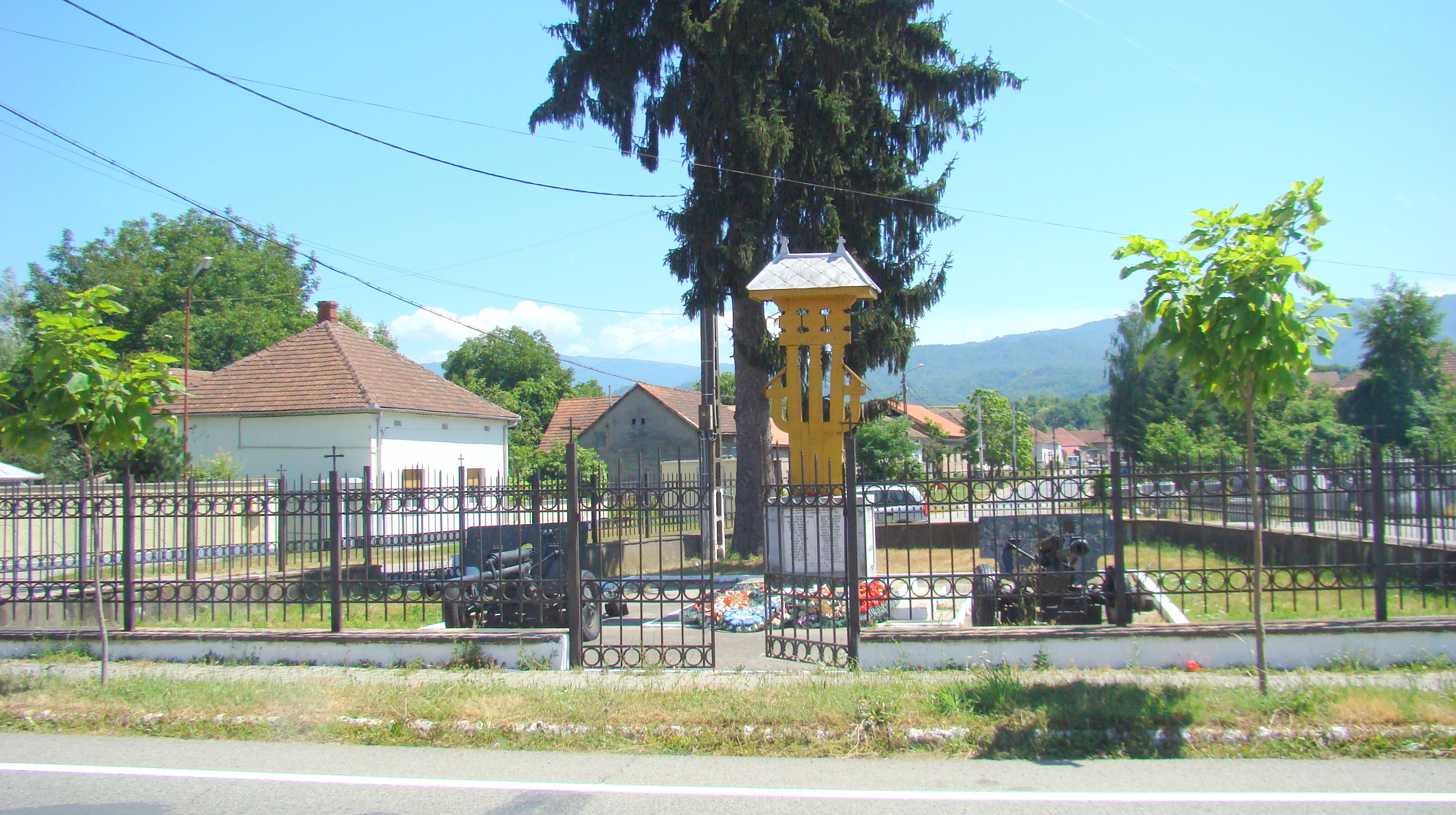
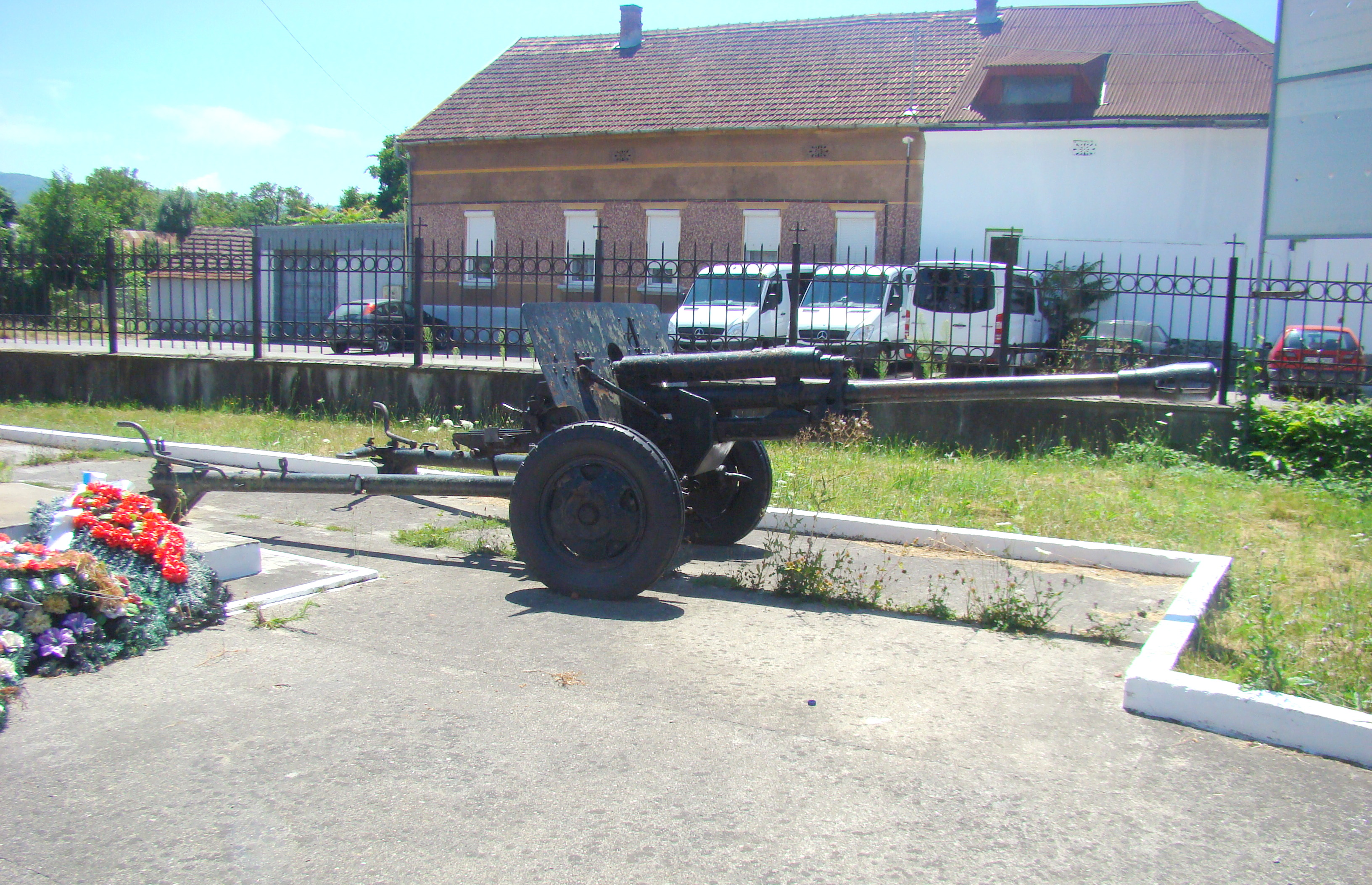
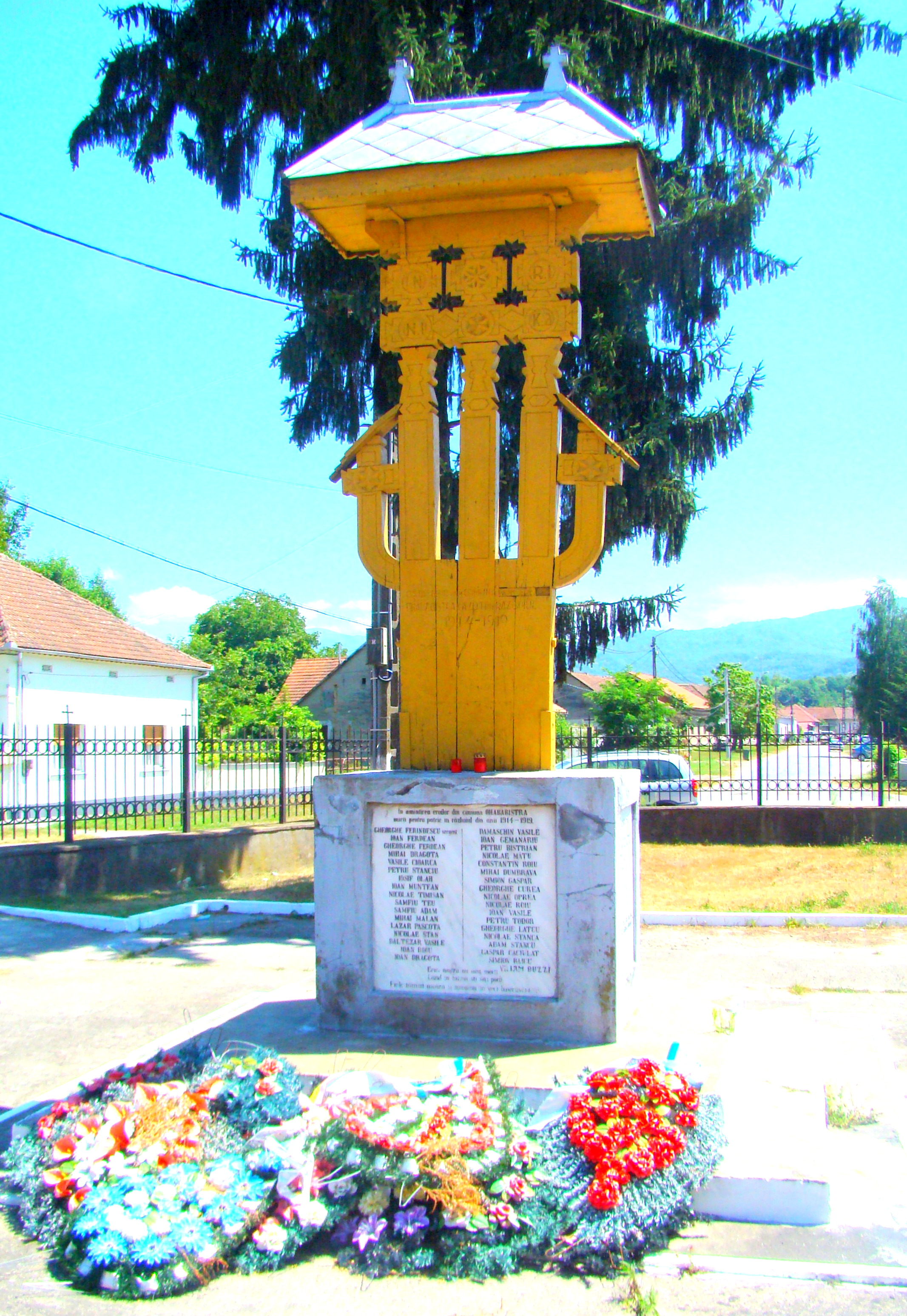
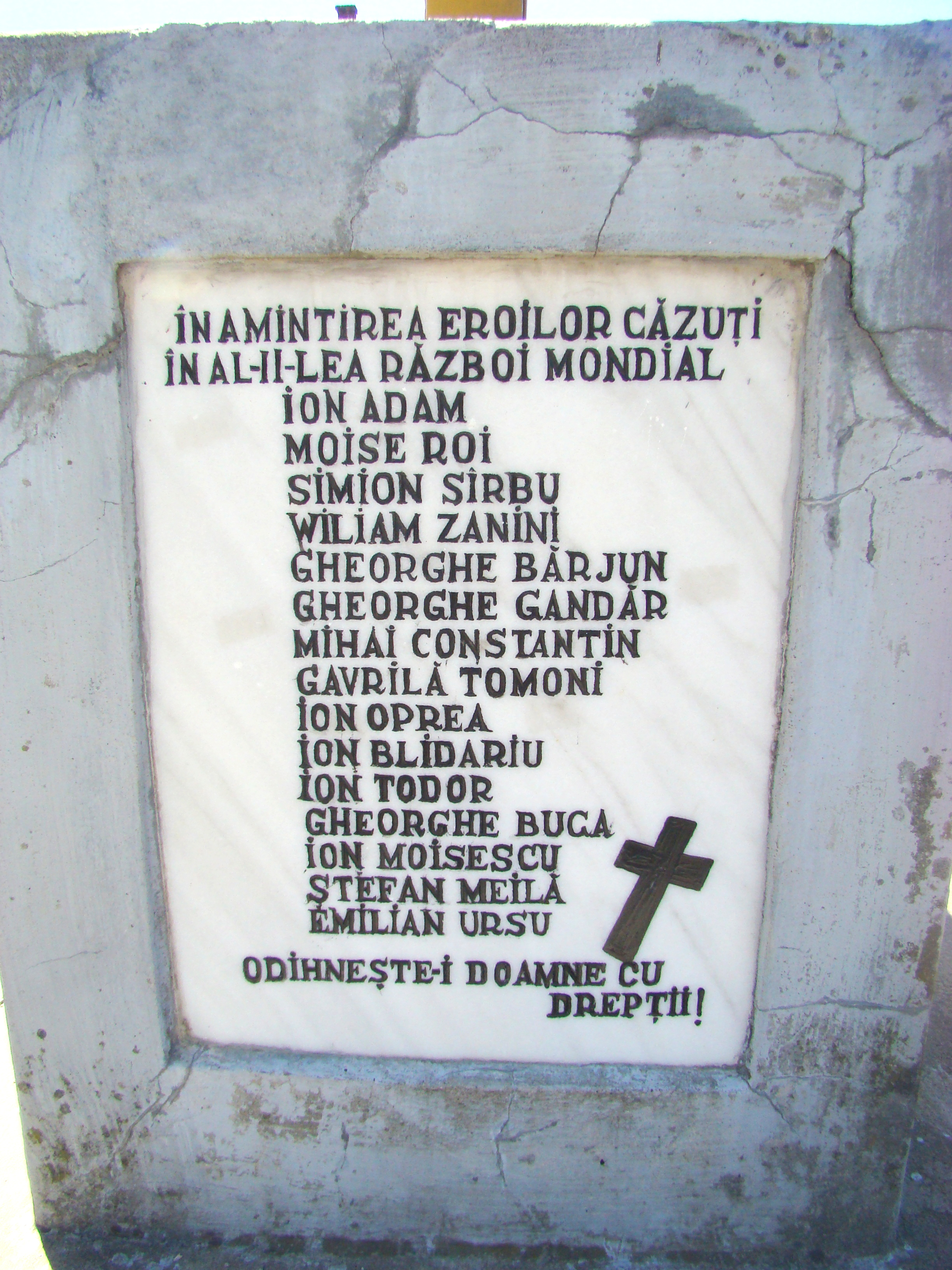
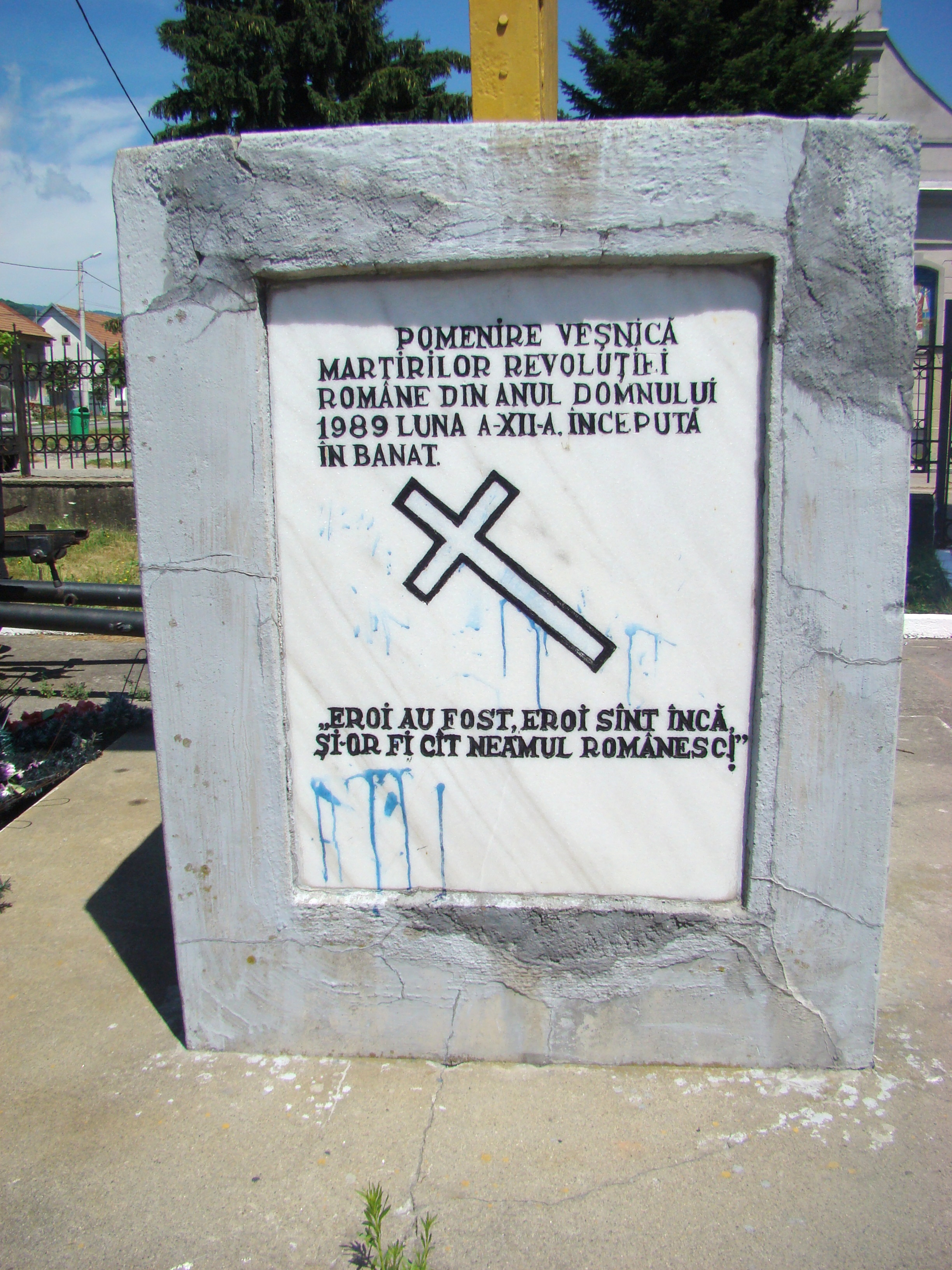
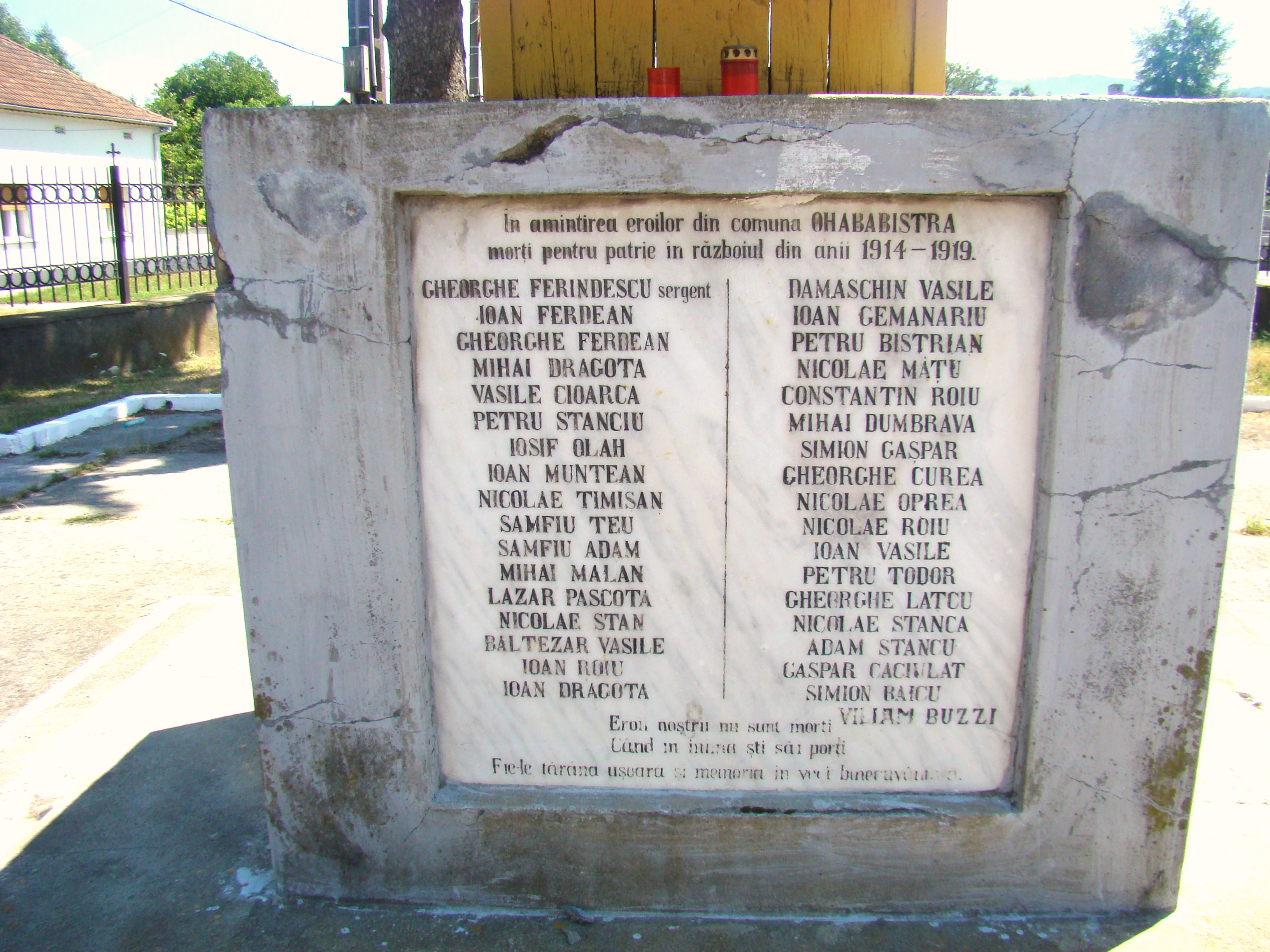
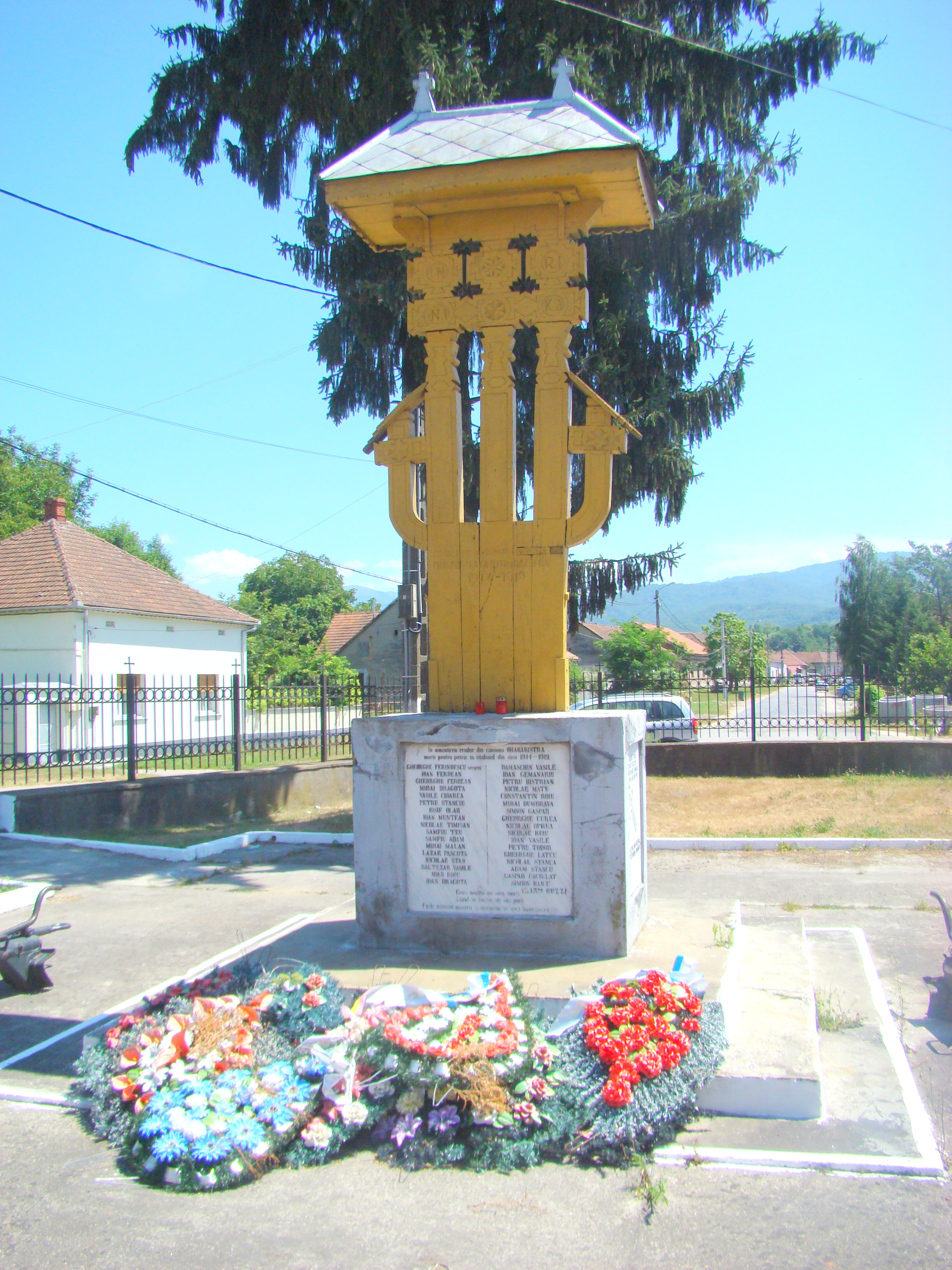
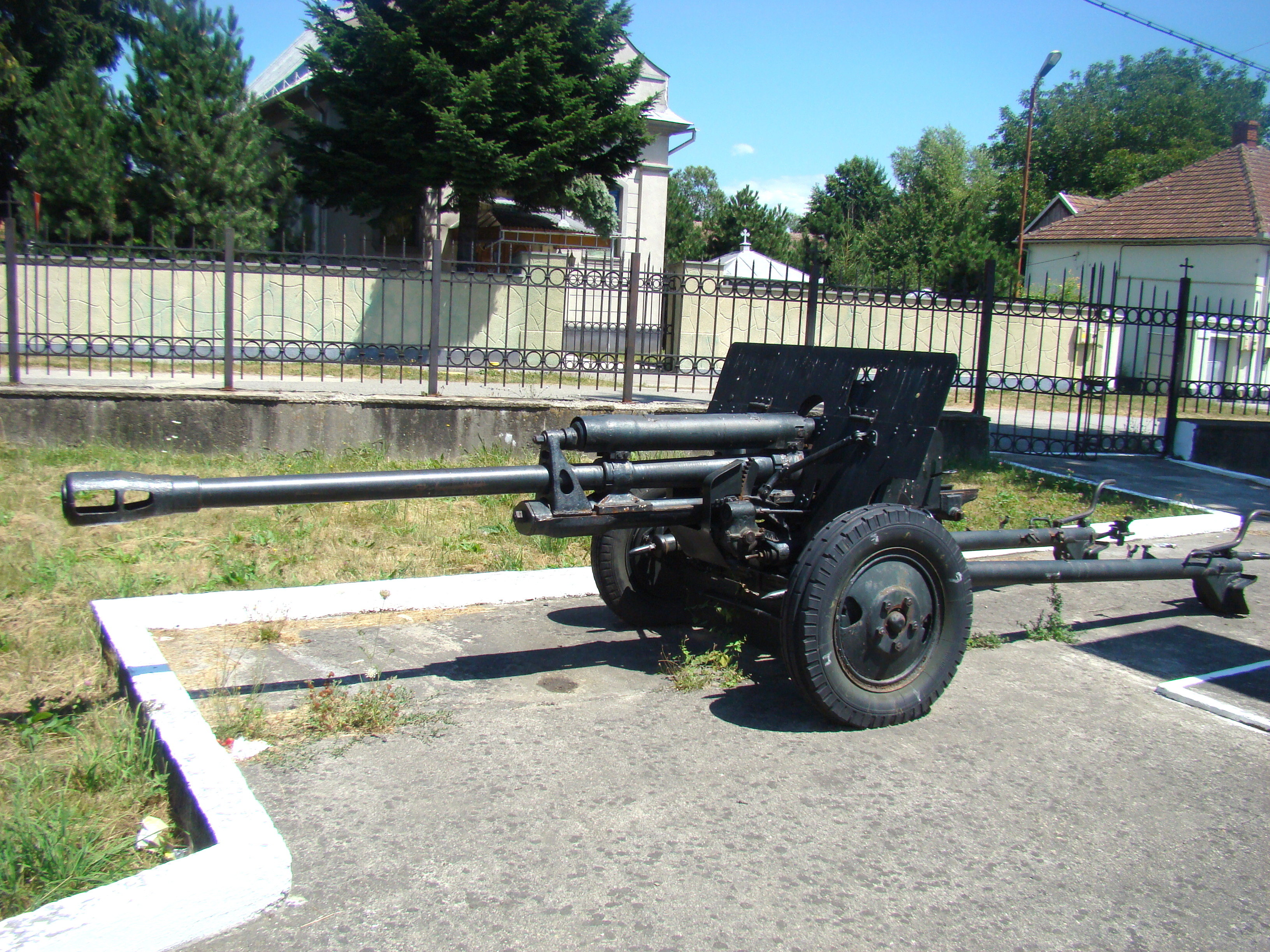